# IC 1575B
IC 1575B — галактика типу P (особлива галактика) у сузір'ї Кит.
Цей об'єкт міститься в оригінальній редакції індексного каталогу.